# 藏書票

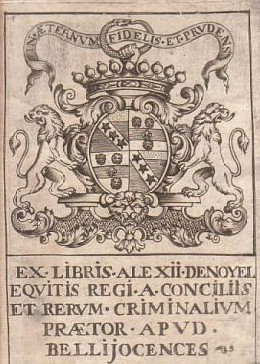
藏書票

藏書票可以說是一種小型的版畫，本來用來貼在書本封面內外，作為自己藏書的標誌，和藏書印一樣。透過一張刻畫有圖案的版，我們用油墨或其他顏料將版面的圖形轉印在紙張上，這就是「版畫」。版畫可大可小，大的可以做到如全開或二全開甚至四全開般大小，也可以只做數吋大小或數公分大小的迷你版畫，而「藏書票」即是類似迷你版畫的一種微型版畫。一般人會把藏書票貼在愛書的扉頁裡，標示書籍擁有者的身分；也有人專門四處蒐集藏書票，把它當作收藏品般地珍藏。
藏書票的正確起源已無可考據，但據多數學者指出，大約在十五世紀時，在今德國境內，由中國西傳到歐洲的印刷術尚不稱興盛，技術亦不夠純熟，印刷物無法大量生產，故當時的書籍非常昂貴，除了皇室貴族的私人圖書館，或修道院典藏的書籍，一般平民並不易擁有書籍，但即使如此，貴族所珍藏的書籍仍不時遭竊，甚而被他人佔為己有，所以貴族們就把自己家族的族徽，刻在木板上，然後用顏料將這個木板上的圖形轉印在紙張上，並註明當時社會通用的拉丁語EX-LIBRIS這句話，也可以英文的稱之，表示「這是我的書」、「我的圖書館」、「予以藏之」等意，最後再將這張小小紙片浮貼於書本扉頁的空白處，讓看到這本書的人都能夠知道書籍所有權人的身份，這就是「藏書票」。而藏書票除了標示出藏書者的身份外，貴族們製作它的另一個用意，就是要向世人炫耀自己顯赫的地位，藉著擁有昂貴書籍的強大財力，證明貴族地位與一般市井之徒的不同，所以，有人稱藏書票為「貴族的身份證」。

## 版種/代號
凸版：
X1
Woodcut
木刻
X2
Wood engraving
木口木刻
X3
Linocut
麻膠版
X4
Lead engraving
鉛版
X5
Zinc engraving
鋅版
X6
Plastic engraving
壓克力版
X7
(Chinese) stone stamp
石印凸版
凹版：
C1
Steel engraving
雕刻鋼版
C2
Copper engraving
雕刻銅版
C3
Etching
蝕刻版
C4
Drypoint
乾刻版
C5
Aquatint
飛塵版
C6
Softground etching
軟防腐劑蝕刻版
C7
Mezzotint
美柔汀法
C8
Intaglio engraving on linoleum
壓克力凹版
平板：
P1
Link block
線畫版
P2
Halftone
網版
P3
Photogravure
照相凹版
P4
Rotagravure
輪轉照相凹版
P5
Collotype
珂羅版
P6
Photolithography
照相平版
P7
Offset
平版
P8
Photograph
照相版
孔版：
S1
Silkscreen
絲網版
S2
Mimeography
孔版
S3
Katazome
型染
S4
Kappa
油紙版
其他：
E
Calligraphy
手寫字
L
Lithography
石版
MT
Mixed technique
混合技法
T
Typographic
活字版
B
Braille
點字版
CAD
Computer-Aided-Design
電腦繪圖
說明
如為多色版則於作品右下側標記斜線符號並註明套色版數範例:
如作品為五色套色木刻則標記為 X1/5手上彩則為 X1/COL

## 歷史
藏書票於15世紀的歐洲出現。當時正值文藝復興時期，德國的印刷術開始有所發展，令書籍產量大增。當時的貴族和學者便設計出藏書票貼在書籍的扉頁上，作為自己藏書的標誌。
早期的藏書票主要是作為藏書的標誌，直至十九世紀末，藏書票才普遍流行和廣泛被使用。近代藏書票的內容也日漸豐富，從生活中的物品到大自然的一花一草，也成為藝術家的取材對象。因著藏書票的藝術性，很多人喜愛收藏及研究它們。
在中國其實也有一項類似藏書票的發明。它起源於隋唐、發展於兩宋、盛極於明清。許多士人會把自己的姓名、別號、頭銜、齋館或書房名稱刻在印章上，直接把它印在書裡，用意跟藏書票是一樣的，因為看到藏書章的人，也能立刻知曉書籍所有權人的身份。藏書章屬篆刻藝術的產物，只有文字，與藏書票最大的不同就是它少了圖案的變化，但這反而是它最大的特色，然而和圖文並茂的藏書票相比較，藏書票的豐富度要較藏書章稍高一些；另外，因為古代東西方國家裝訂書籍的方式不同，也直接影響了藏書票與藏書章的發展，古代東方國家如中國、日本等，書籍的紙張都是以手工製造薄薄的軟紙，適合藏書章按印；而西方的國家卻是用硬紙厚皮精裝，用藏書票黏貼則較為理想。但以現代書籍裝訂技術來說，多採用機器製造的紙張平裝，因此藏書票的使用仍是較合適的。且藏書票多變的圖文，也具有妝點書籍的美化作用，藏書者在書裡使用藏書票，絕對比一般人習慣在買來的書籍上簽名，更具有藝術效果，益發增添了幾分價值感。
中國國家圖書館從館藏書中發現目前已知最早藏書票為1910年的「關祖章藏書票」。

## 外部連結
- 宣道出版社網站：「藏書票」知多少？
- 消失中的藝術: 藏書票與香港 （页面存档备份，存于）, 由香港浸會大學圖書館建設的資料庫，共存 897 件藏書票